# Somkuthy József
Somkuthy József (Folt, 1883. április 20. – Washington, 1961. október 18.) magyar vezérezredes, a Gömbös-kormány honvédelmi minisztere.

## Élete
Somkuthy József 1883-ban született. Hétéves korától katonai nevelésben részesült. A volt kassai katonai alreáliskolát, majd a Maehrisch weisskircheni katonai főreáliskolát látogatta, s ennek elvégzése után 1901-től 1903-ig a bécsi katonai akadémia növendéke lett. 1903. augusztus 18-án hadnaggyá avatták, s a kassai tüzérezredhez osztották be szolgálattételre. 1907 és 1910 között elvégezte a bécsi hadiiskolát, és a közös osztrák-magyar hadsereg vezérkarához került. 1909-ben a vezérkari főnök műszaki irodájába osztották be. A vezérkarnál teljesített szolgálatot a háború végéig. 1919-ben elsők között jelentkezett a Nemzeti Hadseregbe, s a budapesti katonai főparancsnokságon kapott beosztást, majd a magyar nemzeti hadsereg fővezérénél, később vezérkaránál teljesített szolgálatot 1921 júniusáig. Hosszú ideig zászlóaljparancsnokként szolgált, majd a hadsereg főparancsnokának egyik szárnysegéde lett, majd 1924-től hat éven át Horthy Miklós katonai irodájának főnöke volt. 1935 januárjától vezérkari főnök, majd 1936. szeptember 2-ától október 6-áig a Gömbös-kormányban volt honvédelmi miniszter. Gömbös Gyula halála után a kormány többi tagjával együtt ő is lemondott, és nyugdíjazták. Teljesen visszavonult a politikai élettől, további sorsa nem ismert.
Magyarország kormányzója vitéz Somkuthy József nyugállományú tüzérségi tábornoknak, nyugalmazott m.kir. honvédelmi miniszternek és nemes Thott Gábor nyugállományú gyalogsági tábornoknak a haza és a honvédség szolgálatában szerzett kiváló érdemeik elismeréséül a magyar királyi titkos tanácsosi méltóságot adományozta. Ezzel kapcsolatosan a kitüntetettekhez az alábbi legfelsőbb kéziratokat bocsátotta ki: "Kedves vitéz Somkuthy nyug.áll, tüzérségi tábornok! Önnek a Haza és a Honvédség szolgálatában szerzett kiváló érdemei elismeréséül a magyar királyi titkos tanácsosi méltóságot adományozom. Kelt Budapesten, 1939. évi november hó 15. napján. Horthv s.k. Kelt. Budapesten, 1939. november hó 15. napján.
Képe az ingyenesen elérhető HUNGARICANA adatbázisban található: 

## Emlékezete
- Alakja felbukkan (említés szintjén) Kondor Vilmos magyar író Budapest noir című bűnügyi regényében.